# Бејри сир Жоајез
Бејри сир Жоајез (фр. Beyrie-sur-Joyeuse) насеље је и општина у југозападној Француској у региону Аквитанија, у департману Атлантски Пиринеји која припада префектури Бајон.
По подацима из 2011. године у општини је живело 511 становника, а густина насељености је износила 22,41 становника/km². Општина се простире на површини од 25 km². Налази се на средњој надморској висини од 100 метара (максималној 328 m, а минималној 52 m).

## Демографија
| 1962. | 1968. | 1975. | 1982. | 1990. | 1999. | 2011. |
| ----- | ----- | ----- | ----- | ----- | ----- | ----- |
| 446   | 425   | 450   | 451   | 460   | 464   | 511   |

График промене броја становника у току последњих година